# Pałac w Gockowie
Pałac w Gockowie – zabytkowy pałac w miejscowości Gockowo.
Piętrowy, murowany obiekt jest częścią zespołu pałacowego wybudowanego w pierwszej połowie XIX w., w skład którego wchodzi jeszcze park krajobrazowy, w którym rosną drzewa liściaste: buki, graby, jesiony, lipy i wiązy oraz znajduje się grobowiec rodziny Prądzyńskich. Właścicielem Gockowa od 1831 był Franciszek Prądzyński. W latach 1849–1945 majątek znalazł się w posiadaniu rodziny von Münchow, z której ostatnim był Joachim von Münchow. Od frontu we frontonie znajduje się dobrze zachowany herb von Münchow, z klejnotem herbowym z piórami a nie z gałązkami palmowymi.

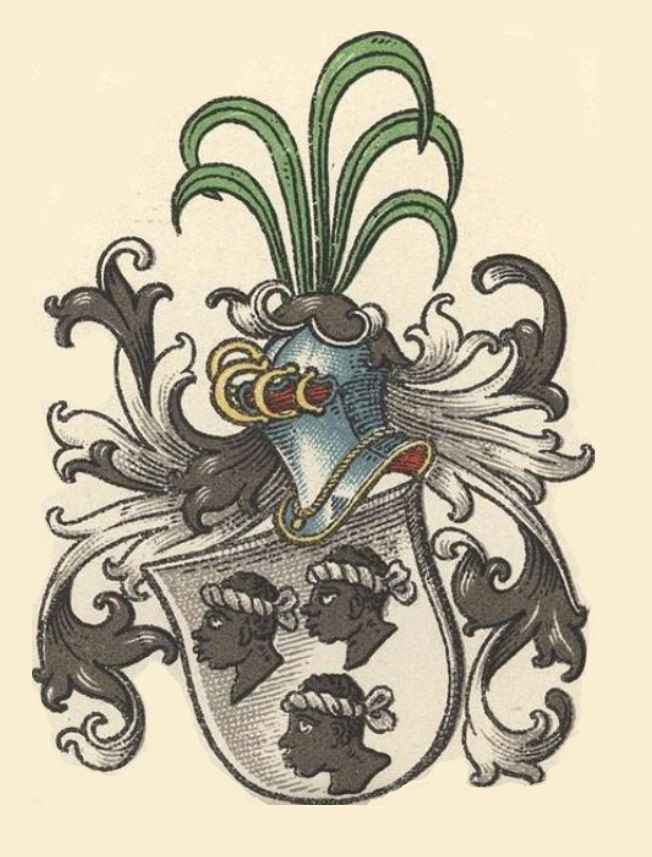
Herb von Münchow (odmiana)